# Horgues
Horgues (okzitanisch: Horgàs) ist eine französische Gemeinde mit 1.201 Einwohnern (Stand: 1. Januar 2022) im Département Hautes-Pyrénées in der Region Nouvelle-Aquitaine. Sie gehört zum Arrondissement Tarbes und zum Kanton Moyen-Adour. Die Bewohner nennen sich Horguais.

## Geografie
Horgues liegt etwa vier Kilometer südlich von Tarbes in der historischen Provinz Bigorre am Oberlauf des Flusses Adour im Vorland der Pyrenäen. Umgeben wird Horgues von den Nachbargemeinden Laloubère im Norden, Soues im Norden und Nordosten, Salles-Adour im Osten, Momères im Süden sowie Odos im Westen.

## Bevölkerungsentwicklung
| Jahr                       | 1962 | 1968 | 1975 | 1982 | 1990 | 1999 | 2006 | 2018 |
| Einwohner                  | 379  | 401  | 453  | 637  | 878  | 975  | 1083 | 1197 |
| Quellen: Cassini und INSEE |      |      |      |      |      |      |      |      |

## Sehenswürdigkeiten

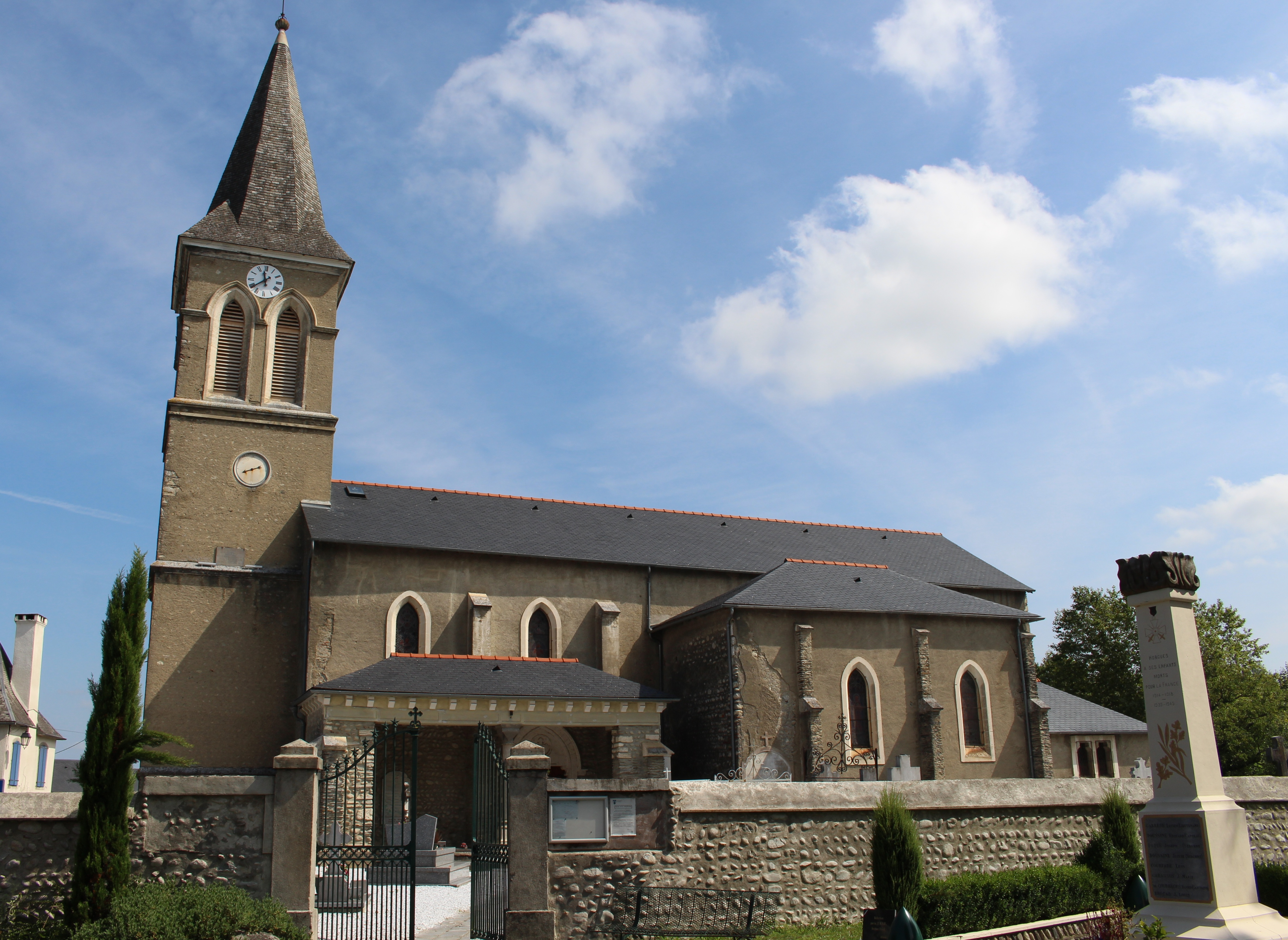
Kirche Saint-Mauront

- Kirche Saint-Mauront
- Schloss Horgues